# Pułk Artylerii Konnej „Voloire”

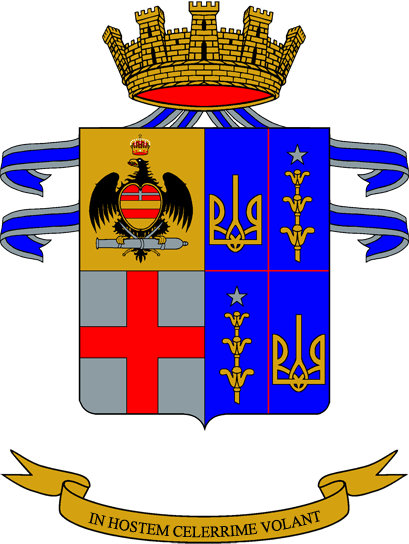
Godło Pułku Artylerii Konnej „Voloire” (motto: In Hostem Cellerime Volant)

Pułk Artylerii Konnej „Voloire” (wł. Reggimento Artiglieria a Cavallo „Voloire”) − bogaty w tradycje włoski pułk artylerii. Został sformowany 1 listopada 1887 w Mediolanie. Tam też obecnie stacjonuje i jest przyporządkowany Brygadzie Kawalerii „Pozzuolo del Friuli”.
Pułk został rozformowany 1 października 1934, a na jego bazie powstały 3 szybkie pułki artylerii (Nr 1, 2 i 3), które były w dużym stopniu zmotoryzowane i przyporządkowane 3 szybkim dywizjom.
Te trzy nowe pułki walczyły w Afryce Północnej od lutego 1941 do listopada 1942. Podczas drugiej bitwy pod El Alamein zostały całkowicie rozbite.
Pułk Artylerii Konnej „Volore” został jednak odtworzony i istnieje do dziś.